# Spirillum
Los espirilos (Spirillum) son un género de bacterias, el único de la familia Spirillaceae.
Su diámetro es muy pequeño, lo que hace que puedan atravesar las mucosas. Son más sensibles a las condiciones ambientales que otras bacterias, por ello cuando son patógenas se transmiten por contacto directo (vía sexual) o mediante vectores, normalmente artrópodos hematófagos. Los que son de vida libre habitan aguas estancadas ricas en materia orgánica.[cita requerida]

## Taxonomía
Se han descrito dos especies de Spirillum:
- Spirillum volutans Ehrenberg 1832
- Spirillum winogradskyi Podkopaeva et al. 2009